# Бронников, Михаил Дмитриевич
Михаи́л Дми́триевич Бро́нников (12 августа 1896, Санкт-Петербург — не ранее 1942) — советский литератор, переводчик, киновед, музыкант.

## Биография
Родился в Санкт-Петербурге в семье морского офицера, по происхождению из дворян. В детстве получил домашнее музыкальное образование. В 1914 году окончил Первый кадетский корпус. Являлся одним из редакторов журнала Первого кадетского корпуса «Кадетский досуг». В 1917 году окончил Императорский Александровский лицей. В период учёбы был одним из редакторов-издателей «Лицейского журнала», вёл в журнале рубрику литературной критики, был режиссёром любительских спектаклей на лицейской сцене, увлекался поэзией, писал стихи. В 1916 году Бронникову был вручён «Похвальный лист от Канцелярии Императорского Александровского лицея во внимании к благонравию, прилежанию и отличным успехам в науках».
В начале 1920-х годов посещал лекции Ф. Ф. Зелинского по поэтике Горация в Петроградском государственном университете. В 1920—1923 годах принимал участие в работе семинара по стихотворному переводу при литературной студии Петроградского дома искусств под руководством М. Л. Лозинского. Является учеником М. Л. Лозинского по студии перевода. Участвовал в коллективном переводе сонетов Жозе Мария де Эредиа, переводил стихи Франсиса Жамма, роман Андре Жида «Подземелья Ватикана». С 1925 года сотрудничал с А. А. Кроленко и издательством «Academia», где в 1926 году вышли два издания его брошюры «Мэри Пикфорд», ставшей первой книгой «киносерии», выпускаемой издательством. В 1927 году была издана вторая книга Бронникова «Этюды о творчестве Мэри Пикфорд». По оценке российских киноведов, книга является одной из первых попыток в отечественном киноведении дать систематизированный анализ творчества киноактёра.
1925—1926 годах посещал заседания Кинокомитета при Государственном институте истории искусств (ГИИИ). Выступил с докладом «Гриффит и методы изучения его творчества». Подготовил статью «Кино как мироощущение», которая не была опубликована. Занимался преподавательской деятельностью, писал внутренние рецензии для издательства «Время». В конце 20-х годов подрабатывал тапером в кинотеатрах, работал на неполную ставку конторщиком на заводе «Красная Заря».
Писал художественную прозу, стихи, сценарии, оставшиеся неопубликованными; автор неопубликованной повести «Две короны ночи» (1931).
В 1927—1932 годах создал ряд кружков в Ленинграде: кинокружки «Бандаш» и «Штрогейм-клуб», дискуссионные — «Дискуссионный клуб» и «Безымянный клуб», театральный — «Шекспир-Банджо», поэтический — «Бодлеровская академия», просветительские — «Академия» и «Фабзавуч». Деятельность кружков попала в поле зрения ОГПУ, в 1931 году в секретном докладе секретно-политического отдела ОГПУ «Об антисоветской деятельности среди интеллигенции за 1931 год» указывалось о создании нелегальной литературы «ленинградской антисоветской литературной группой „Шекспир-Банджо“».
9 марта 1932 года был арестован по делу о контрреволюционных организациях фашистских молодёжных кружков и антисоветских литературных салонов. 17 июня 1932 года постановлением Выездной сессии Коллегии ОГПУ в Ленинградском военном округе приговорён по статье 58-10, 58-11 УК РСФСР к 10 годам концлагеря. Отбывал срок наказания на Беломоро-Балтийском канале. В 1936 году был досрочно освобождён, заключение было заменено ссылкой в Кировск.
В Кировске работал художественным руководителем детской эстрады в Доме художественного воспитания детей, преподавал музыку, выступал с публичными лекциями. Был в дружеских отношениях с композитором А. С. Розановым. Автор либретто детских опер Розанова «Весёлый портняжка» (1939) и «Серёжа Костриков» (1940).
В 1940 году вернулся в Ленинград, работал в литературной части Государственного театра драмы имени А. С. Пушкина (по другим сведениям жил в Ленинграде нелегально).
В начале ВОВ вновь вернулся в Кировск. 5 июля 1941 года был вторично арестован. 6 мая 1942 года приговорён по статье 58-10 УК РСФСР к 5 годам заключения. По непроверенным данным погиб в заключении. Реабилитирован посмертно, по первому делу Прокуратурой Мурманской области 28 сентября 1989 года, по второму — 4 мая 1989 года.

### Семья
- отец — Дмитрий Павлович Бронников (?—1907), морской офицер, картограф Главного гидрографического управления при Морском министерстве, подполковник[3];
- мать — Валентина Александровна Бронникова (урожд. Воронец), делопроизводитель на Бестужевских курсах[3].

## Переводы
- Жид А. Подземелья Ватикана. Роман-фарс. / пер. с франц.  М. Бронникова, под ред. А. А. Смирнова и А. Н. Тихонова. — М.: Артель писателей «Круг», 1927. — 249 с.
- Европейская поэзия XIX века / сост. В. Богачёв и др.; пер. Н. Заболоцкого, В. Вебера, В. Жуковского, М. Бронникова и др. — М.: Художественная литература, 1977. — 927 с. — (Библиотека всемирной литературы. Серия вторая. Литература XIX в.; Т. 85).